# 2000年夏季残疾人奥林匹克运动会洪都拉斯代表团
2000年夏季残疾人奥林匹克运动会洪都拉斯代表团是洪都拉斯派出的2000年夏季残疾人奥林匹克运动会代表团。未获得奖牌。